# Fürstenhut

Schematische Zeichnung eines Fürstenhutes

Der Fürstenhut ist in Fürstenhäusern ein der Rangkrone entsprechendes Insigne. Er gleicht zwar wesentlich der Fürstenkrone, ist aber von dieser zu unterscheiden.

## Beschreibung
Er besteht aus einem Hermelinstulp, der oben in (fünf sichtbare) halbrunde Lätze ausläuft, und an dem vier Bügel (so genannte Strahlen) angebracht sind. Diese treffen sich in der Mitte und tragen einen Miniatur-Reichsapfel (meist in Blau und/oder Gold). Die Strahlen sind mit Edelsteinen oder zumeist Perlen besetzt. Im Bild werden nur drei Strahlen sichtbar dargestellt. Innerhalb des Strahlenkranzes befindet sich eine purpurfarbene Mütze, die die Räume zwischen den Strahlen komplett ausfüllt.

Fürstenhut
Wappenmantel mit Fürstenhut
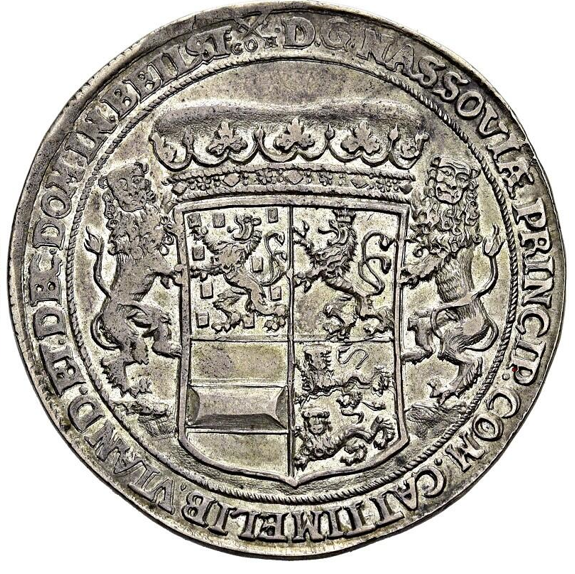
Sogenannter Badehosentaler mit Fürstenhut über dem Gesamtwappen

## Verwendung
Im letzten Deutschen Kaiserreich wurde der Fürstenhut meistens von nicht (oder seit 1806 nicht mehr) regierenden, also den mediatisierten, fürstlichen Häusern oder den unebenbürtigen Titularfürsten (wie zum Beispiel Henckel von Donnersmarck oder Bismarck) geführt (siehe auch: Hoher Adel), während regierende fürstliche Häuser die Fürstenkrone oder auch den ranghöheren Herzogshut verwandten.
Verbreitet war der Fürstenhut in Deutschland, Österreich, Belgien und Russland. Auch in Frankreich fand er Verwendung. Er krönt heute noch das Wappen des Fürstentums Liechtenstein und ist auch in dessen Flagge abgebildet. Im Wappen des Fürstentums Monaco hingegen ist eine Großherzogskrone dargestellt.

Fürstenhut im Staatswappen von Liechtenstein
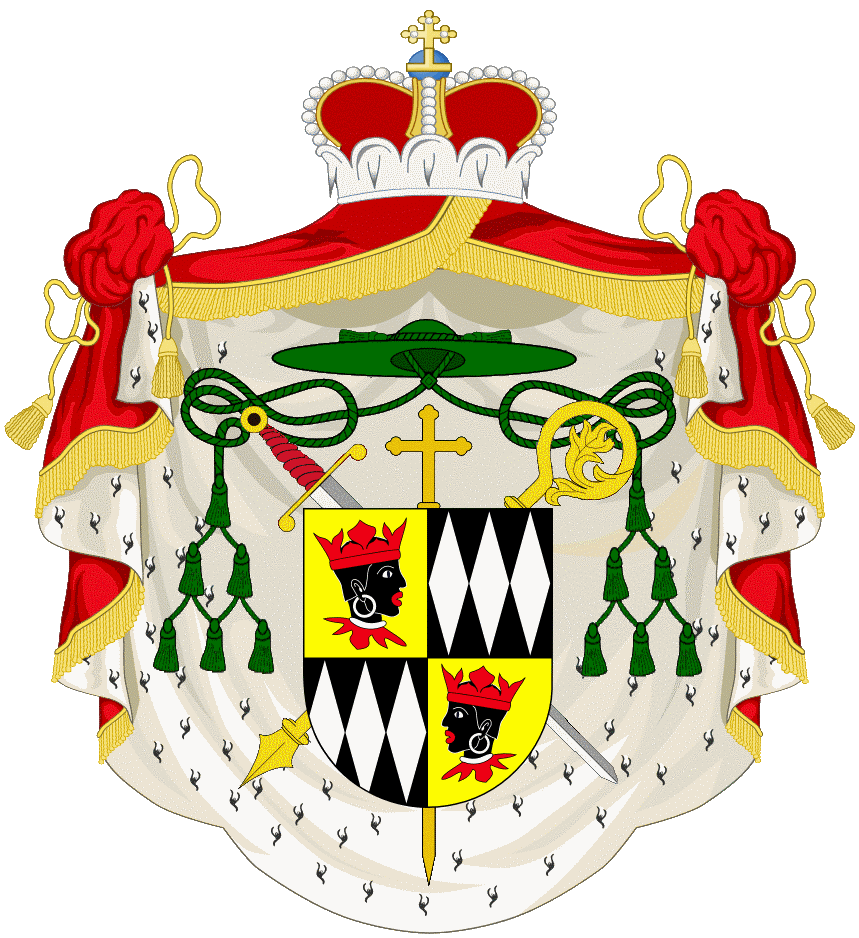
Fürstenhut im Wappen des Johann Franz Eckher von Kapfing als Fürstbischof von Freising
Wappen des Landes Salzburg

Hinweis: Das steirische und oberösterreichische Wappen zeigen den Erzherzogshut, der dem Fürstenhut ähnlich sieht.